# Waxhaw
Waxhaw is een plaats (town) in de Amerikaanse staat North Carolina, en valt bestuurlijk gezien onder Union County.

## Demografie
Bij de volkstelling in 2000 werd het aantal inwoners vastgesteld op 2625.
In 2006 is het aantal inwoners door het United States Census Bureau geschat op 3396, een stijging van 771 (29,4%).

## Geografie
Volgens het United States Census Bureau beslaat de plaats een oppervlakte van
7,3 km², geheel bestaande uit land. Waxhaw ligt op ongeveer 195 m boven zeeniveau.

## Plaatsen in de nabije omgeving
De onderstaande figuur toont nabijgelegen plaatsen in een straal van 12 km rond Waxhaw.